# Janine Antoni
Janine Antoni (ur. 19 stycznia 1964 we Freeport) – amerykańska artystka współczesna.

## Życiorys
W 1986 roku Janine Antoni zdobyła tytuł licencjata (BA) w Sarah Lawrence College w Nowym Jorku. W 1989 roku obroniła tytuł magistra (MFA) w Rhode Island School of Design w Rhode Island. Żyje i tworzy w Nowym Jorku.

## Twórczość
W jej pracach widoczna jest różnica między performance a rzeźbą. Głównym narzędziem jej prac jest jej ciało: włosy, usta. Przetwarza codzienne czynności, jak: jedzenie, spanie, kąpiel w metody tworzenia sztuki. Porusza problemy feminizmu, materialności, konsumpcjonizmu
W pracy zatytułowanej Gnaw (Wżer z 1992 roku) Janine użyła czynności jedzenia oraz żucia, żeby wyrzeźbić dwie 300-kilogramowe kostki. Jednej zrobionej z czekolady, drugiej ze słoniny. Części przeżute posłużyły do stworzenia pudełek z czekoladkami oraz szminek, które Janine wystawiła w prowizorycznym sklepie.
W Loving Care z 1992 roku Janine użyła własnych włosów jako pędzla oraz farby do włosów Loving Care. Zanurzając głowę w wiaderku z farbą, wycierała włosami podłogę galerii. 
Tableaux vivants (Ożywione tablice) są następną formą tworzenia, którą Janine nazwała utylizującą. W swej instalacji Slumber (Śpioch) autorka śpi w galerii. Podczas snu maszyna elektroencefalograficzna zapisuje fazę snu REM i emituje ją na koc okrywający Janine. Tę pracę można ujrzeć w formie Tableaux vivants z powodu jego spektakularnego wyrazu:

Punktem motywującym tego Tableaux vivants, było sytuowanie artysty w głównym punkcie widoku i jednoczesnym podkreśleniu autentyczności połączenia pomiędzy artystą a obserwatorami, artystami [sic] a instytucjami sztuki oraz między procesami świadomości i nieświadomości artystów.

Następnym ważnym składnikiem tej pracy jest umiejętność komunikacji bezpośredniej z wizytatorami muzeum. Janine tłumaczy swoje dążenie do zaangażowania obserwatora:

[Performance] nie był czymś co zamierzałam, tworzyłam prace które są o procesach, o znaczeniu tworzenia, próbując wywrzeć pozytywny bądź negatywny związek z przedmiotem. Czuję się bezpieczniej jeżeli mogę sprowadzić myśli obserwatorów do momentu jego tworzenia. Próbuje to robić na różne sposoby przez już stworzony produkt, przez dotyk, przez te wszystkie procesy, które są na porządku dziennym, te, które ludzie mogą przytoczyć do procesów codziennych czynności kąpiel, jedzenie itd., ale czasami nie ma lepszego sposobu na pokazanie tego, co jest dla mnie żywe i słuszne, niż pokazanie samego procesu tworzenia.

Janine Antoni jest wciąż aktywną osobą zaangażowaną w świat sztuki. Wyszła za mąż za absolwenta RSID (Rhode Island School Of Design) Paula Ramiereza Jonasa i mieszka w Nowym Jorku.

## Wystawy indywidualne
1992
- „Gnaw,” Sandra Gering Gallery. Nowy Jork, New York.

1994
- „Hide and Seek,” Anders Tornberg Gallery. Lund, Szwecja.
- „Slumber,” Anthony d'Offay Gallery. Londyn, Wielka Brytania.
- „Lick and Lather,” Sandra Gering Gallery. Nowy Jork, New York.

1995
- „Slip of the Tongue” Centre for Contemporary Arts. Glasgow, Szkocja.

Traveled to Irish Museum of Modern Art, Dublin, Irlandia. 
1996
- „Activitats Escultural,” Sala Montcada de Fundacio „la Caixa”. Barcelona, Hiszpania.
- „Janine Antoni/Matrix 129,” Wadsworth Atheneum, Hartford, Connecticut.
- „Art at the Edge,” The High Museum. Atlanta, Georgia.

1997
- „Swoon,” Capp Street Project. San Francisco, Kalifornia.

1998
- „Swoon,” Whitney Museum of American Art, New York, Nowy Jork.

1999
- „Imbed,” Luhring Augustine Gallery. New York, Nowy Jork.

2001
- „The Girl Made of Butter,” Aldrich Contemporary Art Museum.

ARCO 2001, Project Room. Madryt, Spain. 
2002
- „Taught Tether Teeter,” Site Santa Fe. Santa Fe, Nowy Meksyk
- „To Draw a Line,” The 2001 Sandra Garrard Memorial Lecture, Newcomb Art Department, Woldenberg Art Center, Tulane University. Nowy Orlean, Luizjana.

2003
- „To Draw a Line,” Luhring Augustine Gallery. Nowy Jork, New York
- „Janine Antoni: Incarnate,” Albright-Knox Art Gallery. Buffalo, New York.

2004
- „Touch,” Magasin 3 Stockholm Konsthall. Sztokholm, Szwecja.

2005
- „Ready or Not Here I Come,” Institute of International Visual Arts. Londyn, Wielka Brytania.
- „Post Modern Portraiture,” The Logan Collection Vail. Kolorado.

Segalot, Philippe, curator.
- „Empreinte moi,” Galerie Emmanuel Perrotin. Paryż, Francja.

2006
- „Lore and Other Convergences,” Live Art Development Agency initiative. Londyn, Wielka Brytania.

2007
- „Janine Antoni: Falk Visiting Artist,” Weatherspoon Art Museum. Greensboro, Karolina Północna.

2009
- “Up Against” Luhring Augustine Gallery. New York.

## Wystawy zbiorowe
1991
- „Prospectus,” Sandra Gering Gallery. Nowy Jork, New York.
- „Warp and Woof: Comfort and Dissent,” Artists Space. Nowy Jork, New York.
- „Burning in Hell,” Franklin Furnace. Nowy Jork, New York.

1992
- „The Big Nothing,” The New Museum. Nowy Jork, New York.
- „Post Human,” FAE Musee d’Art Contemporain. Lozanna, Szwajcaria.
- „Post Human,” Castello di Rivoli. Turyn, Włochy.
- „Post Human,” Deste Foundation of Contemporary Art. Ateny, Grecja.
- „Post Human,” Delchforhallen. Hamburg, Niemcy.
- „Post Human,” The Israel Museum. Jerozolima, Izrael.
- „In Your Face,” AC Project Room. Nowy Jork, New York.
- „Hair,” John Michael Kohler Arts Center. Sheboygan, Wisconsin.
- „The Autoerotic Object,” Hunter College Vorhes Gallery. Nowy Jork, New York.
- „Strange Development,” Anthony d'Offay. Londyn, Wielka Brytania.
- „Second Skin,” Hall Walls. Buffalo, New York.